# Каціри
Каціри —  селище в Україні, у Батуринській територіальній громаді Ніжинського району Чернігівської області. Населення - 6 чоловік, 3 двори. 

## Географія
Розташоване за 4 кілометри на північ від Матіївки. Поряд селища знаходиться озеро Довге. 

## Історія
Селище засноване на початку XX століття. Назва походить від цехового фаху - виробників коців (килимів). 
12 червня 2020 року, відповідно до розпорядження Кабінету Міністрів України № 730-р «Про визначення адміністративних центрів та затвердження територій територіальних громад Чернігівської області», увійшло до складу Батуринської міської громади. 
19 липня 2020 року, в результаті адміністративно-територіальної реформи та ліквідації Бахмацького району, селище увійшло до складу Ніжинського району Чернігівської області.